# IC 1998
IC 1998 ist eine Elliptische Galaxie vom Hubble-Typ E0 im Sternbild Stier auf der Ekliptik. Sie ist schätzungsweise 506 Millionen Lichtjahre von der Milchstraße entfernt und hat einen Durchmesser von etwa 135.000 Lichtjahren.
Das Objekt wurde am 8. Dezember 1903 vom US-amerikanischen Astronomen Stéphane Javelle entdeckt.